# Прин-ам-Кимзе
Прин-ам-Кимзе (нем. Prien am Chiemsee, бав. Prean am Cheamsee) — коммуна в Германии, в земле Бавария.
Подчиняется административному округу Верхняя Бавария. Входит в состав района Розенхайм.

## Экономика
Климатический курорт (Luftkurort), Кнейпп-курорт.
Система региональных денег с налогом Гезелля «Кимгауер» (нем.  Chiemgauer).

## Транспорт
В городе есть станция немецких железных дорог. Станция связана линией исторической узкоколейной железной дороги Кимзебан с причалом компании Chiemsee-Schifffahrt, откуда отправляются прогулочные суда к островам Херренкимзе и Фрауенинзель.

## Города-побратимы
- Гроле (Франция, с 1971)[5]

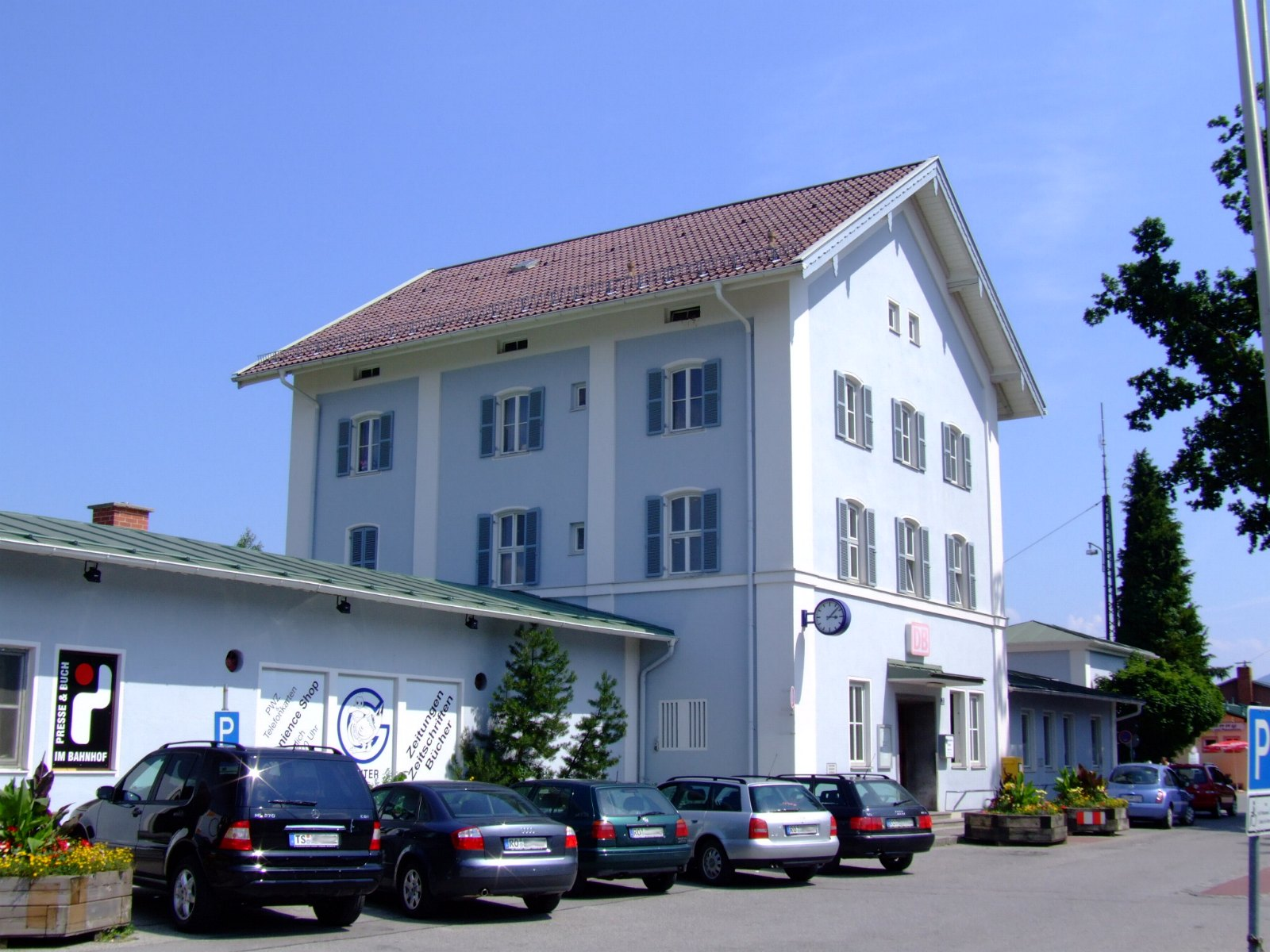
Вокзал
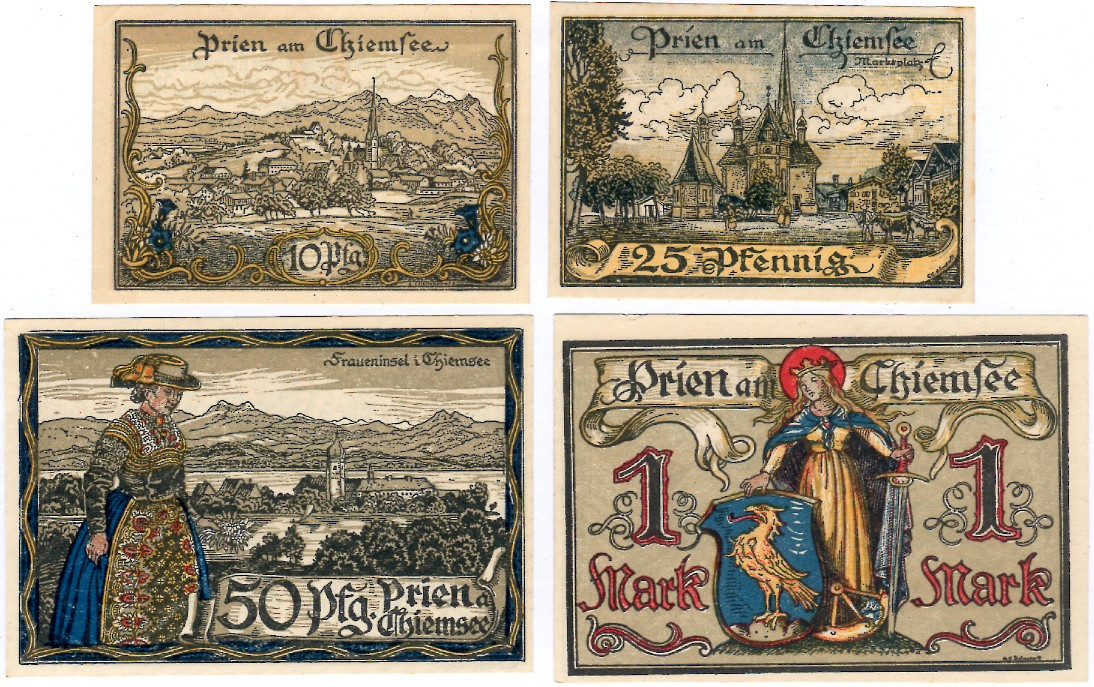
Notgeldscheine Prien (1920)
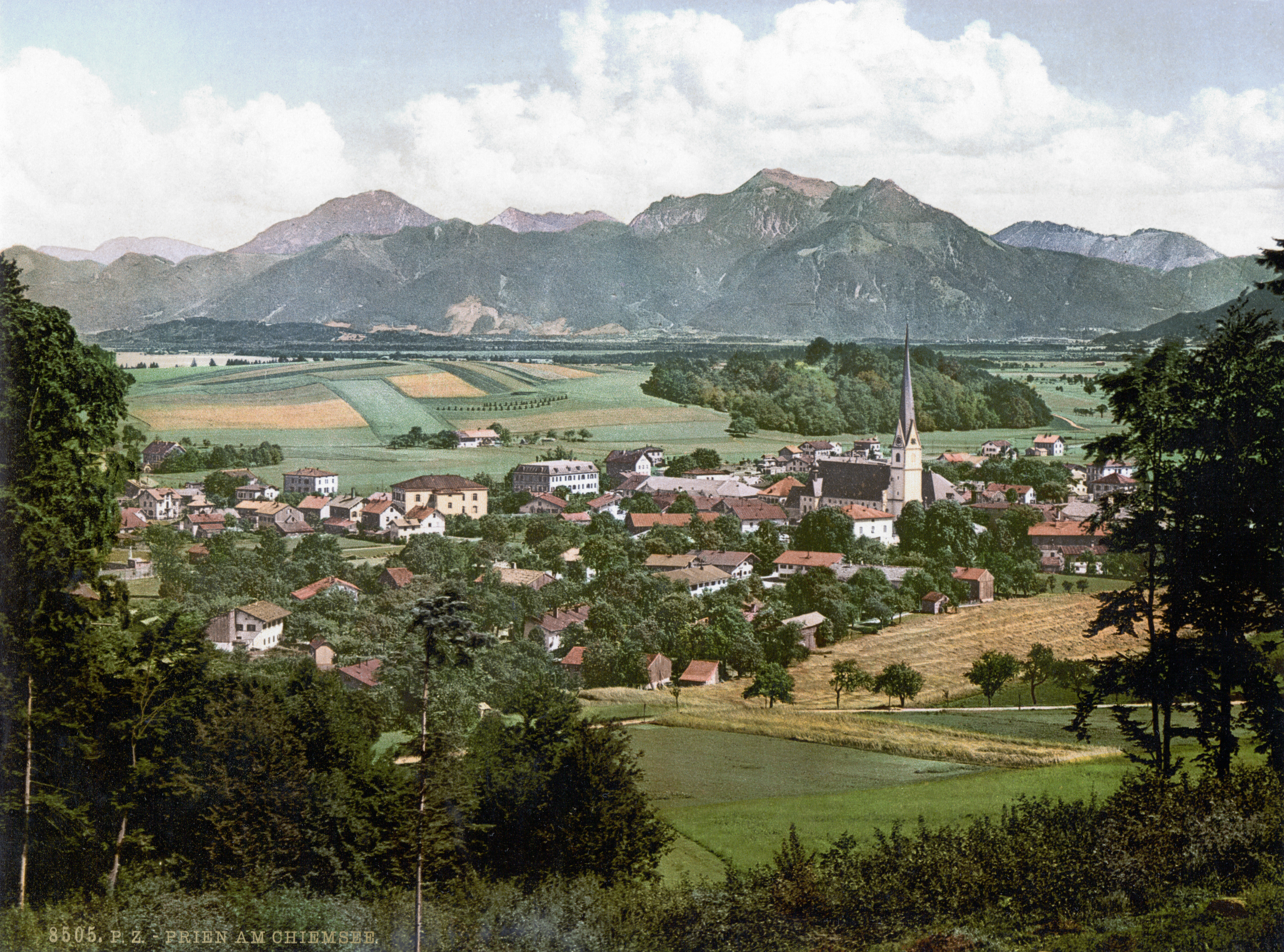
Прин в 1900 году

## Известные уроженцы и жители
- Вендлер, Рихард